# Almagellhorn
Almagellhorn är en bergstopp i Schweiz. Den ligger i distriktet Visp och kantonen Valais, i den södra delen av landet. Toppen på Almagellhorn är 3 327 meter över havet.
Den högsta punkten i närheten är Weissmies, 4 023 meter över havet, 4,7 km norr om Almagellhorn.
Trakten runt Almagellhorn består i huvudsak av kala bergstoppar.